# 대한민국 지속가능성 지수
대한민국 지속가능성 지수(Korean Sustainability Index, KSI)는 기업의 지속가능성을 측정하기 위해 한국표준협회(Korean Standards Association)가 ISO 26000을 기반으로 개발하였다. 
이 지수는 각 기업별 이해관계자와 업종 전문가가 직접 참여한 조사 결과를 바탕으로 산출된다. 조사 내용은 지속가능성 트렌드에 대한 기업의 대응 여부와 지속가능성 영향에 대한 기업의 관리·개선 여부이다. 
지속가능성 트렌드 항목들은 지속가능경영의 해외 전문가 및 전문기관이 선정한 지속가능성 트렌드 리스트를 바탕으로 개발되었으며, 지속가능성 영향의 항목들은 사회적 책임 국제표준 ISO 26000을 기반으로 개발되었다.